# Делегирование полномочий
Делеги́рование полномо́чий — это процесс передачи части функций руководителя другим управляющим или сотрудникам для достижения конкретных целей организации, предприятию и так далее.
Делегирование полномочий используется для улучшения и оптимизации рабочей силы руководителя или дающего полномочия. Суть этого понятия заключается в том, что работающие над конкретной проблемой лица как исполнители готовы предоставить консолидированную информацию непосредственному руководителю.
Существуют две противоположные концепции процесса, посредством которого передаются полномочия: классическая концепция и концепция принятия полномочий. Согласно классической концепции, полномочия передаются от высших к низшим уровням организации. Однако, как заметил представитель «административной» школы управления Честер Барнард, подчинённый имеет право отклонить требования начальника. На основе этого Барнард сформулировал концепцию принятия полномочий. Он определил полномочия как «информацию (приказание), на основе которой участник организации направляет свои действия и определяет, что он обязан или не должен делать в рамках задач организации». Таким образом, по мнению Барнарда, если подчинённый не принимает полномочий от руководителя, то передачи полномочий не происходит. Концепция принятия полномочий признаёт существование такой власти, которая часто уменьшает возможности руководителей применять свои полномочия. В любом случае, какая бы из этих концепций не была справедливой, ясно, что полномочия всегда ограничены.
В теории менеджмента делегирование полномочий преследует следующие основные цели:
1. освобождение времени делегирующего для решения задач, в которых его сложнее или невозможно заменить;
2. повышение мотивации тех, кому полномочия делегированы;
3. повышение доверия в рабочем коллективе;
4. проверка сотрудников на исполнительность[3].

В теориях демократического управления, в частности, в теории электронной демократии, делегирование трактуется в расширенном смысле — подразумевается, что полномочия есть у людей по праву рождения или в соответствии с гражданскими правами. Эти полномочия граждане могут в процессе выборов или иных процедур «делегировать» определённым людям для выполнения задач, требующих специализации — в том числе управленческих навыков. В этом смысле традиционное делегирование — результат права собственности на средства производства. Причём, первые три цели из перечисленных для делегирования от руководителей к подчинённым, сохраняются, а четвёртая цель — про исполнительность — заменяется на более сложные механизмы контроля исполнителей.
Процесс передачи полномочий неразрывно связан с определением рамок, в пределах которых эти полномочия передаются — выход делегата за эти рамки называется «превышением полномочий».
Некоторые идеологи электронной демократии отрицают возможность применения делегирования в истинно демократическом обществе, утверждая, что при этом процессе неизбежно происходит самовольное расширение полномочий делегатов, не контролируемое обществом.